# Liwa Suqour al-Chamal
Le Liwa Suquour al-Chamal (arabe : لواء صقور الشمال, « La Brigade des aigles du nord ») est un groupe rebelle de la guerre civile syrienne.

## Histoire
Le groupe aurait été fondé en 2017 par d'anciens membres du Liwa Sultan Abdülhamid,. Le groupe est affilié à l'Armée syrienne libre et est constitué en majorité de combattants turkmènes,. 
En 2016 et 2017, la brigade prend part à l'Opération Bouclier de l'Euphrate,,. Fin 2017, le groupe intègre l'Armée nationale syrienne. En 2018, il prend part à la bataille d'Afrine.
En 2020, des combattants du groupe sont engagés en Libye, où ils prennent part à la bataille de Tripoli.